# Denis Leamy
Denis Patrick Leamy (Cashel, 27 novembre 1981) è un ex rugbista a 15, allenatore di rugby a 15 e giornalista irlandese, già terza linea ala del Munster e, dopo la fine anticipata della sua carriera, tecnico delle giovanili della stessa franchise e articolista dell'Irish Examiner.

## Biografia
L'intera carriera professionistica di Leamy è legata al Munster, lì proveniente dalla squadra dell'Università di Cork; esordì con un contratto da giocatore in prova, e nel 2003 diventò professionista con un contratto regolare.
In 10 stagioni a Munster si aggiudicò tre titoli celtici e fu due volte campione d'Europa.
Nel 2004 esordì nella Nazionale irlandese a Dublino contro gli Stati Uniti e prese parte alle Coppe del Mondo del 2007 in Francia e del 2011 in Nuova Zelanda.
Verso la fine della stagione 2011-12 annunciò il suo ritiro a causa di un infortunio all'anca più grave del previsto.
A tale data aveva compiuto 30 anni da pochi mesi.
Subito dopo il ritiro entrò a fare parte dello staff tecnico dello stesso Munster come aiutante delle giovanili e fu ingaggiato come columnist all'Irish Independent.

## Palmarès
- Pro12: 3
Munster: 2002–03, 2008–09, 2010–11
- Celtic Cup: 1
Munster: 2004-05
- Heineken Cup: 2
Munster: 2005-06, 2007-08